# Dasypogon cerretanus
Dasypogon cerretanus är en tvåvingeart som beskrevs av Walker 1848. Dasypogon cerretanus ingår i släktet Dasypogon och familjen rovflugor. Inga underarter finns listade i Catalogue of Life.